# Пинков, Фёдор Максимович
Фёдор Максимович Пинков (20 ноября 1903, Белый Яр, Самарская губерния — 5 апреля 1972, Ульяновск) — советский хозяйственный, государственный и политический деятель, Герой Социалистического Труда.

## Биография
Родился в 1903 году в селе Старый Белый Яр (ныне — в Чердаклинском районе Ульяновской области). Член ВКП(б) с 1931 года.
С 1914 года — на хозяйственной, общественной и политической работе.
В 1914—1957 гг. — крестьянин, член артели, один из зачинателей колхозной жизни, животновод артели имени МОПР, председатель колхоза имени Чапаева Сенгилеевского района, председатель колхоза имени МОПР в селе Белый Яр Николо-Черемшанского / Чердаклинского района Куйбышевской / Ульяновской области, председатель Вислодубравского, Белоярского сельских Советов.
Указом Президиума Верховного Совета СССР от 27 февраля 1948 года присвоено звание Героя Социалистического Труда с вручением ордена Ленина и золотой медали «Серп и Молот».
Избирался депутатом Верховного Совета СССР 3-го созыва.
Умер в Ульяновске в 1972 году, похоронен на Воскресенском некрополе.

## Семья
- Пинков, Александр Петрович — внук, бывший мэр города Ульяновска и ректор Ульяновского государственного технического университета.